# Куришко Катерина Сергіївна
Катерина Сергіївна Куришко (Нагірна) (12 квітня 1949, Тепле, Гадяцький район, Полтавська область) — українська веслувальниця, байдарочниця, олімпійська чемпіонка. Заслужений майстер спорту СРСР (1972). Нагороджена орденом «Знак Пошани» (1972).
Закінчила ХДІФК (1974). Чемпіонка СРСР 1971, 1972. Чемпіонка світу (1971) у веслуванні на байдарці-четвірці, срібний призер (1975) у веслуванні на байдарці-двійці та четвірці, бронз, призер (1971) на байдарці-двійці. Тренер — Козлов М. А. Виступала за «Динамо» (Харків), з 1975 року — за «Динамо» (Київ).
Золоту олімпійську медаль здобула в парі з Людмилою Хведосюк-Пинаєвою на мюнхенській Олімпіаді 1972, веслуючи в байдарці-двійці на дистанції 500 метрів.